# 24 uur van Le Mans 2004

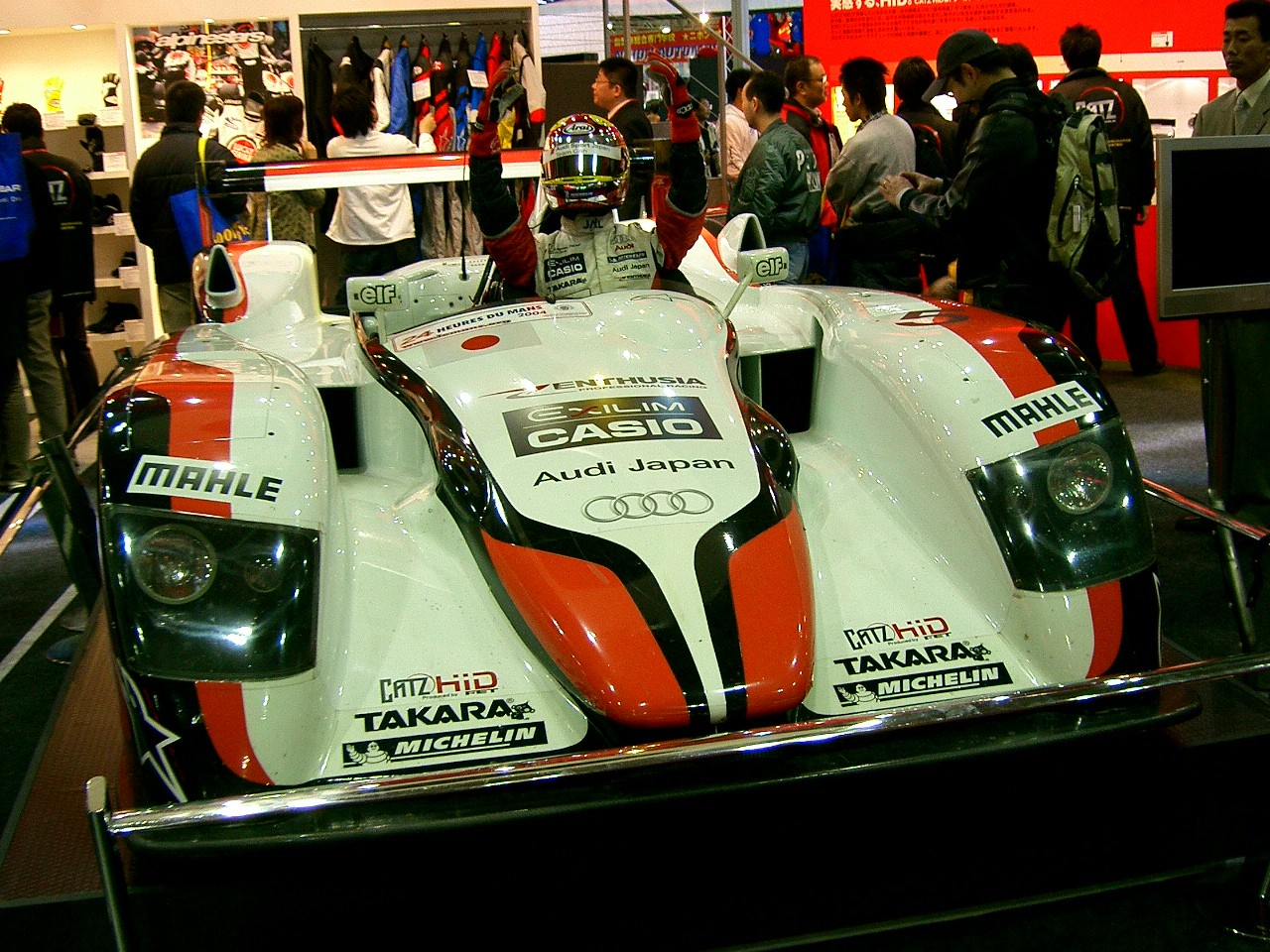
De winnende auto: de Audi R8 #5.

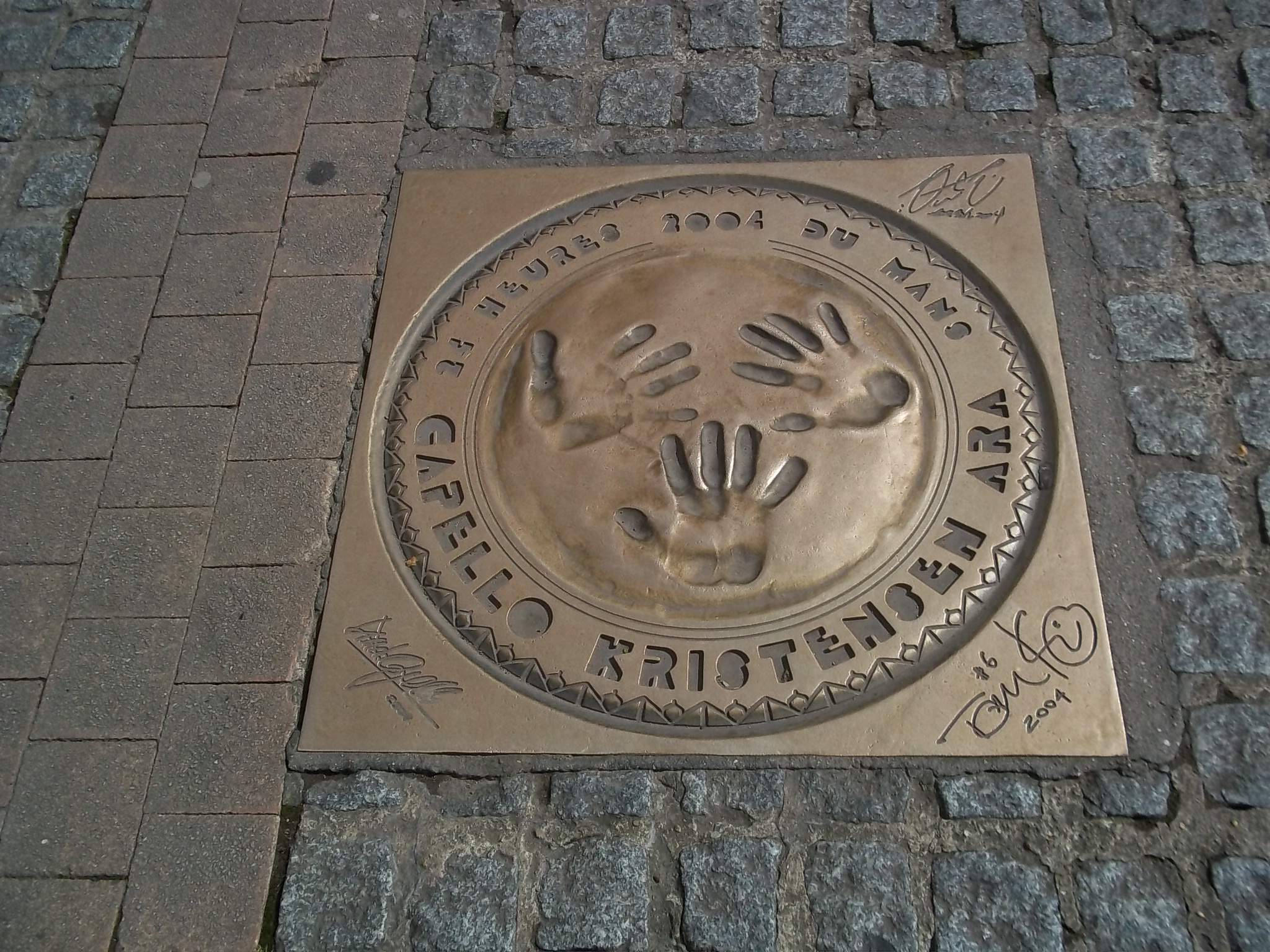
Handafdrukken van de winnende coureurs in de Hall of Fame in Le Mans.

De 24 uur van Le Mans 2004 was de 72e editie van deze endurancerace. De race werd verreden op 12 en 13 juni 2004 op het Circuit de la Sarthe nabij Le Mans, Frankrijk.
De race werd gewonnen door de Audi Sport Japan Team Goh #5 van Seiji Ara, Rinaldo Capello en Tom Kristensen. Voor Ara was het zijn eerste overwinning en voor Capello zijn tweede. Kristensen behaalde zijn zesde Le Mans-zege en zijn vijfde op een rij, waardoor hij het record van Jacky Ickx, die in 1982 zijn zesde en laatste 24 uur van Le Mans won, wist te evenaren. De LMP2-klasse werd gewonnen door de Intersport Racing #32 van William Binnie, Clint Field en Rick Sutherland. De GTS-klasse werd gewonnen door de Corvette Racing #64 van Oliver Gavin, Olivier Beretta en Jan Magnussen. De GT-klasse werd gewonnen door de White Lightning Racing #90 van Jörg Bergmeister, Patrick Long en Sascha Maassen.

## Race
Winnaars in hun klasse zijn vetgedrukt.
- Auto's die minder dan 75% van de afstand van de winnaar (265 ronden) hadden afgelegd en auto's die de laatste ronde niet waren gefinisht, werden niet geklasseerd.

| Pos. | Klasse | No. | Team                                  | Coureurs                                              | Chassis                             | Banden | Ronden |
| Pos. | Klasse | No. | Team                                  | Coureurs                                              | Motor                               | Banden | Ronden |
| ---- | ------ | --- | ------------------------------------- | ----------------------------------------------------- | ----------------------------------- | ------ | ------ |
| 1    | LMP1   | 5   | Audi Sport Japan Team Goh             | Seiji Ara Rinaldo Capello Tom Kristensen              | Audi R8                             | M      | 379    |
| 1    | LMP1   | 5   | Audi Sport Japan Team Goh             | Seiji Ara Rinaldo Capello Tom Kristensen              | Audi 3.6L Turbo V8                  | M      | 379    |
| 2    | LMP1   | 88  | Audi Sport UK Team Veloqx             | Jamie Davies Johnny Herbert Guy Smith                 | Audi R8                             | M      | 379    |
| 2    | LMP1   | 88  | Audi Sport UK Team Veloqx             | Jamie Davies Johnny Herbert Guy Smith                 | Audi 3.6L Turbo V8                  | M      | 379    |
| 3    | LMP1   | 2   | ADT Champion Racing                   | JJ Lehto Marco Werner Emanuele Pirro                  | Audi R8                             | M      | 368    |
| 3    | LMP1   | 2   | ADT Champion Racing                   | JJ Lehto Marco Werner Emanuele Pirro                  | Audi 3.6L Turbo V8                  | M      | 368    |
| 4    | LMP1   | 18  | Pescarolo Sport                       | Soheil Ayari Érik Comas Benoît Tréluyer               | Pescarolo C60                       | M      | 361    |
| 4    | LMP1   | 18  | Pescarolo Sport                       | Soheil Ayari Érik Comas Benoît Tréluyer               | Judd GV5 5.0L V10                   | M      | 361    |
| 5    | LMP1   | 8   | Audi Sport UK Team Veloqx             | Allan McNish Frank Biela Pierre Kaffer                | Audi R8                             | M      | 350    |
| 5    | LMP1   | 8   | Audi Sport UK Team Veloqx             | Allan McNish Frank Biela Pierre Kaffer                | Audi 3.6L Turbo V8                  | M      | 350    |
| 6    | GTS    | 64  | Corvette Racing                       | Oliver Gavin Olivier Beretta Jan Magnussen            | Chevrolet Corvette C5-R             | M      | 345    |
| 6    | GTS    | 64  | Corvette Racing                       | Oliver Gavin Olivier Beretta Jan Magnussen            | Chevrolet 7.0L V8                   | M      | 345    |
| 7    | LMP1   | 15  | Racing for Holland                    | Jan Lammers Chris Dyson Katsutomo Kaneishi            | Dome S101                           | D      | 341    |
| 7    | LMP1   | 15  | Racing for Holland                    | Jan Lammers Chris Dyson Katsutomo Kaneishi            | Judd GV4 4.0L V10                   | D      | 341    |
| 8    | GTS    | 63  | Corvette Racing                       | Ron Fellows Max Papis Johnny O'Connell                | Chevrolet Corvette C5-R             | M      | 334    |
| 8    | GTS    | 63  | Corvette Racing                       | Ron Fellows Max Papis Johnny O'Connell                | Chevrolet 7.0L V8                   | M      | 334    |
| 9    | GTS    | 65  | Prodrive Racing                       | Darren Turner Colin McRae Rickard Rydell              | Ferrari 550-GTS Maranello           | M      | 329    |
| 9    | GTS    | 65  | Prodrive Racing                       | Darren Turner Colin McRae Rickard Rydell              | Ferrari F133 5.9L V12               | M      | 329    |
| 10   | GT     | 90  | White Lightning Racing                | Jörg Bergmeister Patrick Long Sascha Maassen          | Porsche 911 GT3-RS                  | M      | 327    |
| 10   | GT     | 90  | White Lightning Racing                | Jörg Bergmeister Patrick Long Sascha Maassen          | Porsche 3.6L Flat-6                 | M      | 327    |
| 11   | GTS    | 66  | Prodrive Racing                       | Alain Menu Peter Kox Tomáš Enge                       | Ferrari 550-GTS Maranello           | M      | 325    |
| 11   | GTS    | 66  | Prodrive Racing                       | Alain Menu Peter Kox Tomáš Enge                       | Ferrari F133 5.9L V12               | M      | 325    |
| 12   | GT     | 77  | ChoroQ Racing Team                    | Haruki Kurosawa Kazuyuki Nishizawa Manabu Orido       | Porsche 911 GT3-RSR                 | Y      | 322    |
| 12   | GT     | 77  | ChoroQ Racing Team                    | Haruki Kurosawa Kazuyuki Nishizawa Manabu Orido       | Porsche 3.6L Flat-6                 | Y      | 322    |
| 13   | GT     | 85  | Freisinger Motorsport                 | Stéphane Ortelli Ralf Kelleners Romain Dumas          | Porsche 911 GT3-RSR                 | D      | 321    |
| 13   | GT     | 85  | Freisinger Motorsport                 | Stéphane Ortelli Ralf Kelleners Romain Dumas          | Porsche 3.6L Flat-6                 | D      | 321    |
| 14   | GTS    | 69  | Larbre Compétition                    | Christophe Bouchut Patrice Goueslard Olivier Dupard   | Ferrari 550-GTS Maranello           | M      | 317    |
| 14   | GTS    | 69  | Larbre Compétition                    | Christophe Bouchut Patrice Goueslard Olivier Dupard   | Ferrari F133 5.9L V12               | M      | 317    |
| 15   | GT     | 84  | Seikel Motorsport                     | Anthony Burgess Philip Collin Andrew Bagnall          | Porsche 911 GT3-RS                  | Y      | 317    |
| 15   | GT     | 84  | Seikel Motorsport                     | Anthony Burgess Philip Collin Andrew Bagnall          | Porsche 3.6L Flat-6                 | Y      | 317    |
| 16   | GT     | 72  | Luc Alphand Aventures                 | Luc Alphand Christian Lavieille Philippe Alméras      | Porsche 911 GT3-RS                  | M      | 316    |
| 16   | GT     | 72  | Luc Alphand Aventures                 | Luc Alphand Christian Lavieille Philippe Alméras      | Porsche 3.6L Flat-6                 | M      | 316    |
| 17   | LMP1   | 14  | Team Nasamax McNeil Engineering       | Robbie Stirling Werner Lupberger Kevin McGarrity      | Nasamax DM139                       | D      | 316    |
| 17   | LMP1   | 14  | Team Nasamax McNeil Engineering       | Robbie Stirling Werner Lupberger Kevin McGarrity      | Judd GV5 5.0L V10 (Bio-ethanol)     | D      | 316    |
| 18   | GT     | 81  | The Racer's Group                     | Lars-Erik Nielsen Ian Donaldson Gregor Fisken         | Porsche 911 GT3-RSR                 | M      | 314    |
| 18   | GT     | 81  | The Racer's Group                     | Lars-Erik Nielsen Ian Donaldson Gregor Fisken         | Porsche 3.6L Flat-6                 | M      | 314    |
| 19   | GT     | 92  | Cirtek Motorsport                     | Frank Mountain Hans Hugenholtz jr. Rob Wilson         | Ferrari 360 Modena GTC              | D      | 311    |
| 19   | GT     | 92  | Cirtek Motorsport                     | Frank Mountain Hans Hugenholtz jr. Rob Wilson         | Ferrari F131 3.6L V8                | D      | 311    |
| 20   | LMP1   | 4   | Taurus Sports Racing                  | Christian Vann Benjamin Leuenberger Didier André      | Lola B2K/10                         | M      | 300    |
| 20   | LMP1   | 4   | Taurus Sports Racing                  | Christian Vann Benjamin Leuenberger Didier André      | Judd GV4 4.0L V10                   | M      | 300    |
| 21   | GT     | 89  | Chamberlain-Synergy Motorsport        | Bob Berridge Michael Caine Chris Stockton             | TVR Tuscan T400R                    | D      | 300    |
| 21   | GT     | 89  | Chamberlain-Synergy Motorsport        | Bob Berridge Michael Caine Chris Stockton             | TVR Speed Six 4.0L I6               | D      | 300    |
| 22   | GT     | 96  | Chamberlain-Synergy Motorsport        | Lawrence Tomlinson Nigel Greensall Gareth Evans       | TVR Tuscan T400R                    | D      | 291    |
| 22   | GT     | 96  | Chamberlain-Synergy Motorsport        | Lawrence Tomlinson Nigel Greensall Gareth Evans       | TVR Speed Six 4.0L I6               | D      | 291    |
| 23   | GT     | 75  | Thierry Perrier Perspective Racing    | Ian Khan Nigel Smith Tim Sugden                       | Porsche 911 GT3-RS                  | D      | 283    |
| 23   | GT     | 75  | Thierry Perrier Perspective Racing    | Ian Khan Nigel Smith Tim Sugden                       | Porsche 3.6L Flat-6                 | D      | 283    |
| 24   | LMP1   | 20  | Lister Racing                         | John Nielsen Casper Elgaard Jens Reno Møller          | Lister Storm LMP                    | D      | 279    |
| 24   | LMP1   | 20  | Lister Racing                         | John Nielsen Casper Elgaard Jens Reno Møller          | Chevrolet LS1 6.0L V8               | D      | 279    |
| 25   | LMP2   | 32  | Intersport Racing                     | William Binnie Clint Field Rick Sutherland            | Lola B2K/40                         | P      | 278    |
| 25   | LMP2   | 32  | Intersport Racing                     | William Binnie Clint Field Rick Sutherland            | Judd KV675 3.4L V8                  | P      | 278    |
| 26   | LMP2   | 24  | Rachel Welter                         | Yojiro Terada Patrice Roussel Olivier Porta           | WR LM2001                           | M      | 270    |
| 26   | LMP2   | 24  | Rachel Welter                         | Yojiro Terada Patrice Roussel Olivier Porta           | Peugeot 2.0L Turbo I4               | M      | 270    |
| NC   | GT     | 80  | Morgan Works Race Team                | Adam Sharpe Neil Cunningham Steve Hyde                | Morgan Aero 8R                      | Y      | 222    |
| NC   | GT     | 80  | Morgan Works Race Team                | Adam Sharpe Neil Cunningham Steve Hyde                | BMW B44 (Mader) 4.5L V8             | Y      | 222    |
| DNF  | LMP1   | 16  | Racing for Holland                    | Tom Coronel Justin Wilson Ralph Firman                | Dome S101                           | D      | 313    |
| DNF  | LMP1   | 16  | Racing for Holland                    | Tom Coronel Justin Wilson Ralph Firman                | Judd GV4 4.0L V10                   | D      | 313    |
| DNF  | LMP1   | 17  | Pescarolo Sport                       | Sébastien Bourdais Nicolas Minassian Emmanuel Collard | Pescarolo C60                       | M      | 282    |
| DNF  | LMP1   | 17  | Pescarolo Sport                       | Sébastien Bourdais Nicolas Minassian Emmanuel Collard | Judd GV5 5.0L V10                   | M      | 282    |
| DNF  | LMP1   | 25  | Ray Mallock Ltd. (RML)                | Thomas Erdos Mike Newton Nathan Kinch                 | MG-Lola EX257                       | D      | 256    |
| DNF  | LMP1   | 25  | Ray Mallock Ltd. (RML)                | Thomas Erdos Mike Newton Nathan Kinch                 | MG (AER) XP20 2.0L Turbo I4         | D      | 256    |
| DNF  | LMP1   | 6   | Rollcentre Racing                     | Martin Short Rob Barff João Barbosa                   | Dallara SP1                         | D      | 230    |
| DNF  | LMP1   | 6   | Rollcentre Racing                     | Martin Short Rob Barff João Barbosa                   | Judd GV4 4.0L V10                   | D      | 230    |
| DNF  | GT     | 87  | Orbit Racing BAM!                     | Leo Hindery Marc Lieb Mike Rockenfeller               | Porsche 911 GT3-RS                  | M      | 223    |
| DNF  | GT     | 87  | Orbit Racing BAM!                     | Leo Hindery Marc Lieb Mike Rockenfeller               | Porsche 3.6L Flat-6                 | M      | 223    |
| DNF  | LMP1   | 9   | Kondo Racing                          | Hiroki Kato Ryo Fukuda Ryo Michigami                  | Dome S101                           | Y      | 206    |
| DNF  | LMP1   | 9   | Kondo Racing                          | Hiroki Kato Ryo Fukuda Ryo Michigami                  | Mugen MF408S 4.0L V8                | Y      | 206    |
| DNF  | GTS    | 62  | Barron Connor Racing                  | Mike Hezemans Ange Barde Jean-Denis Delétraz          | Ferrari 575-GTC                     | P      | 200    |
| DNF  | GTS    | 62  | Barron Connor Racing                  | Mike Hezemans Ange Barde Jean-Denis Delétraz          | Ferrari F133 6.0L V12               | P      | 200    |
| DNF  | LMP1   | 22  | Zytek Engineering, Ltd.               | Andy Wallace David Brabham Hayanari Shimoda           | Zytek 04S                           | M      | 167    |
| DNF  | LMP1   | 22  | Zytek Engineering, Ltd.               | Andy Wallace David Brabham Hayanari Shimoda           | Zytek ZG348 3.4L V8                 | M      | 167    |
| DNF  | GTS    | 61  | Barron Connor Racing                  | John Bosch Danny Sullivan Thomas Biagi                | Ferrari 575-GTC                     | P      | 163    |
| DNF  | GTS    | 61  | Barron Connor Racing                  | John Bosch Danny Sullivan Thomas Biagi                | Ferrari F133 6.0L V12               | P      | 163    |
| DNF  | GT     | 83  | Seikel Motorsport                     | Gabrio Rosa Peter van Merksteijn sr. Alex Caffi       | Porsche 911 GT3-RS                  | Y      | 148    |
| DNF  | GT     | 83  | Seikel Motorsport                     | Gabrio Rosa Peter van Merksteijn sr. Alex Caffi       | Porsche 3.6L Flat-6                 | Y      | 148    |
| DNF  | LMP2   | 36  | Gerard Welter                         | Tristan Gommendy Jean-Bernard Bouvet Bastien Brière   | WR LM2004                           | M      | 137    |
| DNF  | LMP2   | 36  | Gerard Welter                         | Tristan Gommendy Jean-Bernard Bouvet Bastien Brière   | Peugeot ES9J4S 3.4L V6              | M      | 137    |
| DNF  | GT     | 70  | JMB Racing                            | Jean-René de Fournoux Jaime Melo, Jr. Stéphane Daoudi | Ferrari 360 Modena GTC              | M      | 133    |
| DNF  | GT     | 70  | JMB Racing                            | Jean-René de Fournoux Jaime Melo, Jr. Stéphane Daoudi | Ferrari F131 3.6L V8                | M      | 133    |
| DNF  | LMP2   | 31  | Courage Compétition                   | Alexander Frei Sam Hancock Jean-Marc Gounon           | Courage C65                         | M      | 127    |
| DNF  | LMP2   | 31  | Courage Compétition                   | Alexander Frei Sam Hancock Jean-Marc Gounon           | JPX 3.4L V6                         | M      | 127    |
| DNF  | LMP2   | 35  | Epsilon Sport                         | Renaud Derlot Gunnar Jeannette Gavin Pickering        | Courage C65                         | M      | 124    |
| DNF  | LMP2   | 35  | Epsilon Sport                         | Renaud Derlot Gunnar Jeannette Gavin Pickering        | Willman (JPX) 3.4L V6               | M      | 124    |
| DNF  | LMP1   | 29  | Noël del Bello Racing                 | Bruno Besson Sylvain Boulay Jean-Luc Maury-Laribière  | Reynard 2KQ                         | M      | 122    |
| DNF  | LMP1   | 29  | Noël del Bello Racing                 | Bruno Besson Sylvain Boulay Jean-Luc Maury-Laribière  | Volkswagen HPT16 2.0L Turbo I4      | M      | 122    |
| DNF  | LMP2   | 37  | Paul Belmondo Racing                  | Paul Belmondo Claude-Yves Gosselin Marco Saviozzi     | Courage C65                         | M      | 80     |
| DNF  | LMP2   | 37  | Paul Belmondo Racing                  | Paul Belmondo Claude-Yves Gosselin Marco Saviozzi     | JPX 3.4L V6                         | M      | 80     |
| DNF  | GT     | 86  | Freisinger Motorsport                 | Aleksej Vasiljev Nikolai Fomenko Robert Nearn         | Porsche 911 GT3-RSR                 | D      | 65     |
| DNF  | GT     | 86  | Freisinger Motorsport                 | Aleksej Vasiljev Nikolai Fomenko Robert Nearn         | Porsche 3.6L Flat-6                 | D      | 65     |
| DNF  | LMP1   | 11  | Panoz Motor Sports Larbre Compétition | Patrick Bourdais Jean-Luc Blanchemain Roland Bervillé | Panoz GTP                           | M      | 54     |
| DNF  | LMP1   | 11  | Panoz Motor Sports Larbre Compétition | Patrick Bourdais Jean-Luc Blanchemain Roland Bervillé | Élan 6L8 6.0L V8                    | M      | 54     |
| DNF  | LMP1   | 10  | Taurus Sports Racing                  | Phil Andrews Calum Lockie Anthony Kumpen              | Lola B2K/10                         | D      | 35     |
| DNF  | LMP1   | 10  | Taurus Sports Racing                  | Phil Andrews Calum Lockie Anthony Kumpen              | Caterpillar 5.0L Turbo V10 (Diesel) | D      | 35     |
| DNF  | LMP1   | 27  | Intersport Racing                     | Jon Field Duncan Dayton Larry Connor                  | Lola B01/60                         | G      | 29     |
| DNF  | LMP1   | 27  | Intersport Racing                     | Jon Field Duncan Dayton Larry Connor                  | Judd XV675 3.4L V8                  | G      | 29     |
| DNF  | GT     | 78  | PK Sport Ltd.                         | Jim Matthews David Warnock Paul Daniels               | Porsche 911 GT3-RS                  | D      | 27     |
| DNF  | GT     | 78  | PK Sport Ltd.                         | Jim Matthews David Warnock Paul Daniels               | Porsche 3.6L Flat-6                 | D      | 27     |

1923 · 1924 · 1925 · 1926 · 1927 · 1928 · 1929 · 1930 · 1931 · 1932 · 1933 · 1934 · 1935 · 1936 · 1937 · 1938 · 1939 · 1940 - 1948 · 1949 · 1950 · 1951 · 1952 · 1953 · 1954 · 1955 (Ramp) · 1956 · 1957 · 1958 · 1959 · 1960 · 1961 · 1962 · 1963 · 1964 · 1965 · 1966 · 1967 · 1968 · 1969 · 1970 · 1971 · 1972 · 1973 · 1974 · 1975 · 1976 · 1977 · 1978 · 1979 · 1980 · 1981 · 1982 · 1983 · 1984 · 1985 · 1986 · 1987 · 1988 · 1989 · 1990 · 1991 · 1992 · 1993 · 1994 · 1995 · 1996 · 1997 · 1998 · 1999 · 2000 · 2001 · 2002 · 2003 · 2004 · 2005 · 2006 · 2007 · 2008 · 2009 · 2010 · 2011 · 2012 · 2013 · 2014 · 2015 · 2016 · 2017 · 2018 · 2019 · 2020 · 2021 · 2022 · 2023 · 2024